# 筑波山鋼索鐵道線
筑波山鋼索鐵道線（日语：／ Tsukubasan kōsaku tetsudō sen */?）是筑波觀光鐵道擁有的纜索鐵路。路線連接茨城縣筑波市的宮脇站至筑波山頂站。通稱筑波山纜車。

## 概要
在關東地方中，此路線成為了僅次於箱根登山纜車，為第二古老的纜索鐵路。
路線從筑波山的山腰附近的筑波山神社拜殿（車站名稱：宮脇站）出發，向筑波山西邊的山峰男體山前進，以男體山山頂附近的御幸原（車站名稱：筑波山頂站）作為終點站。路線途中經過一個彎位，該處會通過一座隧道。隧道名為長峰隧道，全長118米，隧道內的物質為輝長岩，因此興建隧道時比較困難。
另外，在筑波山頂站附近設有觀景台。該處為一座十二角柱體，三層高的建築物，屋頂部分為觀景台。二樓為餐廳，餐廳內可望見360度的景色。曾經該處設有旋轉餐廳，現時已經不會旋轉。
一般纜索鐵路上設有架空電纜，用作提供電源給車內使用。但是由於此路線鄰近氣象廳地磁觀測站，為了不會影響地磁觀測，因此路線中不架設架空電纜。車內電源改為取自車內的蓄電池。但是，站內仍然設有交流100伏特的第三軌供電，該電源用作操作自動門。

## 路線數據
- 路線距離（營業距離）：1.6公里
- 軌距：1067毫米
- 車站數目：2個（包括起終點站）
- 高低差：495米

## 運行形態
纜車每20分鐘一班。在多客時期會不斷來回行走。宮脇至筑波山頂之間的所需時間為8分鐘。首班車於早上9時前後出發，尾班車於下午5時前後出發，在季節和星期內不同日子的時間相異。

## 車輛

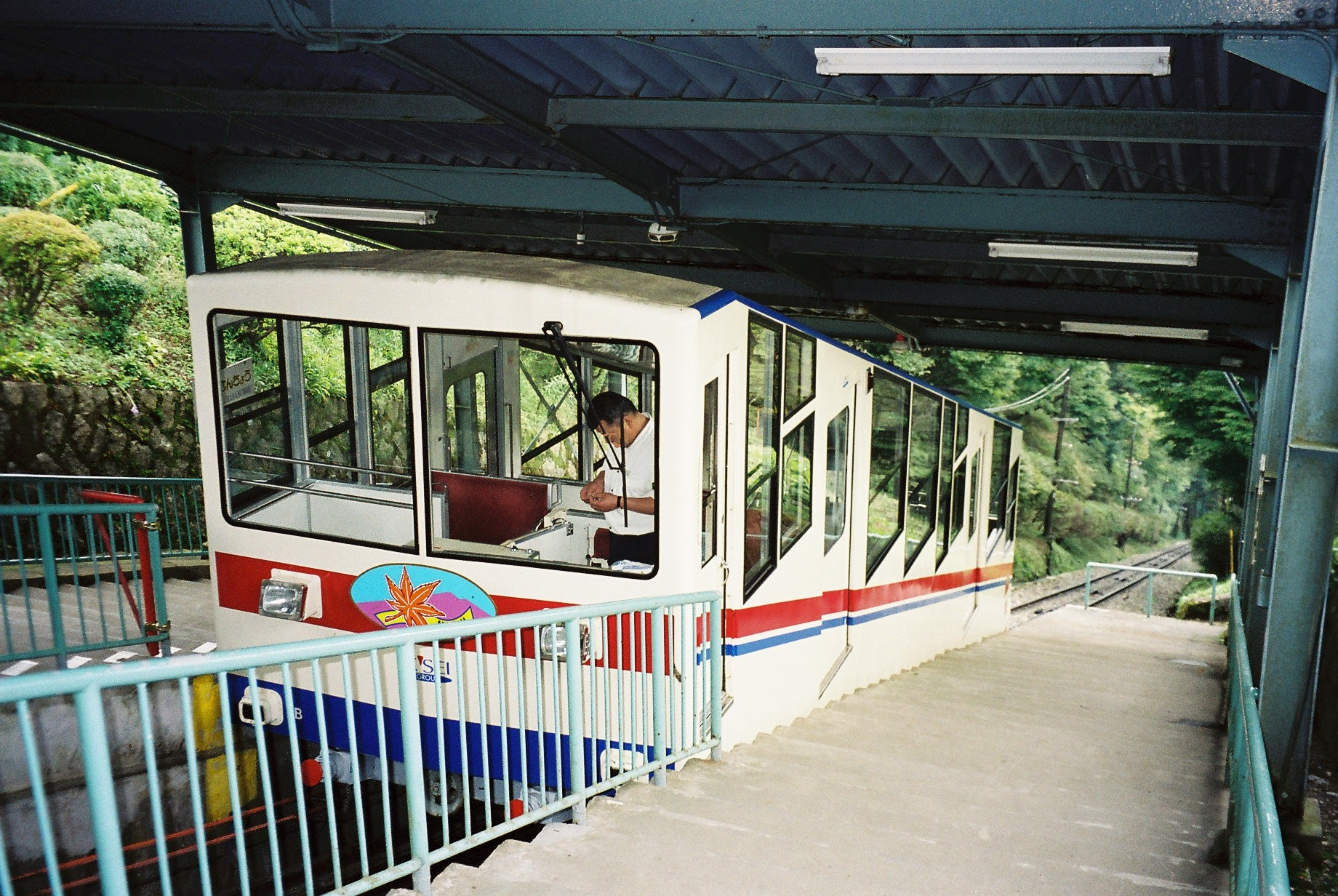
舊塗裝時代（2002年9月）

現時的車輛是第三代。在1995年由大榮車輛製造，可乘載106人。車輛愛稱分別為「杜鵑」和「楓葉」。在2005年2月的塗裝改為紅色和綠色，同時愛稱由「杜鵑」改為「若葉」。舊塗裝顏色與配搭是取自母公司京成電鐵的3400形，以白色為底色，配以紅色和藍色色帶。
在路線啟用當初引入了第一代車輛A、B共2輛。木製車身由日本車輛製造製造，轉向架、非常制動裝置由特奧多爾·伯爾製造。在戰後重開時，引入了第二代車輛，編號也是A、B。同時附上愛稱「杜鵑」和「楓葉」，塗裝使用了京成電鐵的「赤電」。

## 歷史
- 1922年（大正11年）11月16日 筑波登山鐵道獲得鐵道許可狀[3]。
- 1923年（大正12年）
  - 4月14日 筑波山鋼索鐵道成立[4]。
  - 4月18日 公司名稱變更通知，由筑波登山鐵道改名為筑波山鋼索鐵道[5]。
- 1925年（大正14年）10月12日 開始營業[6]。
- 1944年（昭和19年）2月11日 因成為不要不急線而廢除。
- 1952年（昭和27年）8月28日 筑波山鋼索鐵道獲得地方鐵道許可[4]。
- 1954年（昭和29年）11月3日 路線重開[4]。
- 1995年（平成7年）3月1日 第三代車輛開始行走。
- 1999年（平成11年）10月1日 筑波山鋼索鐵道與筑波山索道合併，公司改名為筑波觀光鐵道。但是公司合併後，此路線的名稱仍然是筑波山鋼索鐵道線[4]。

## 車站列表
宮脇站 –  筑波山頂站

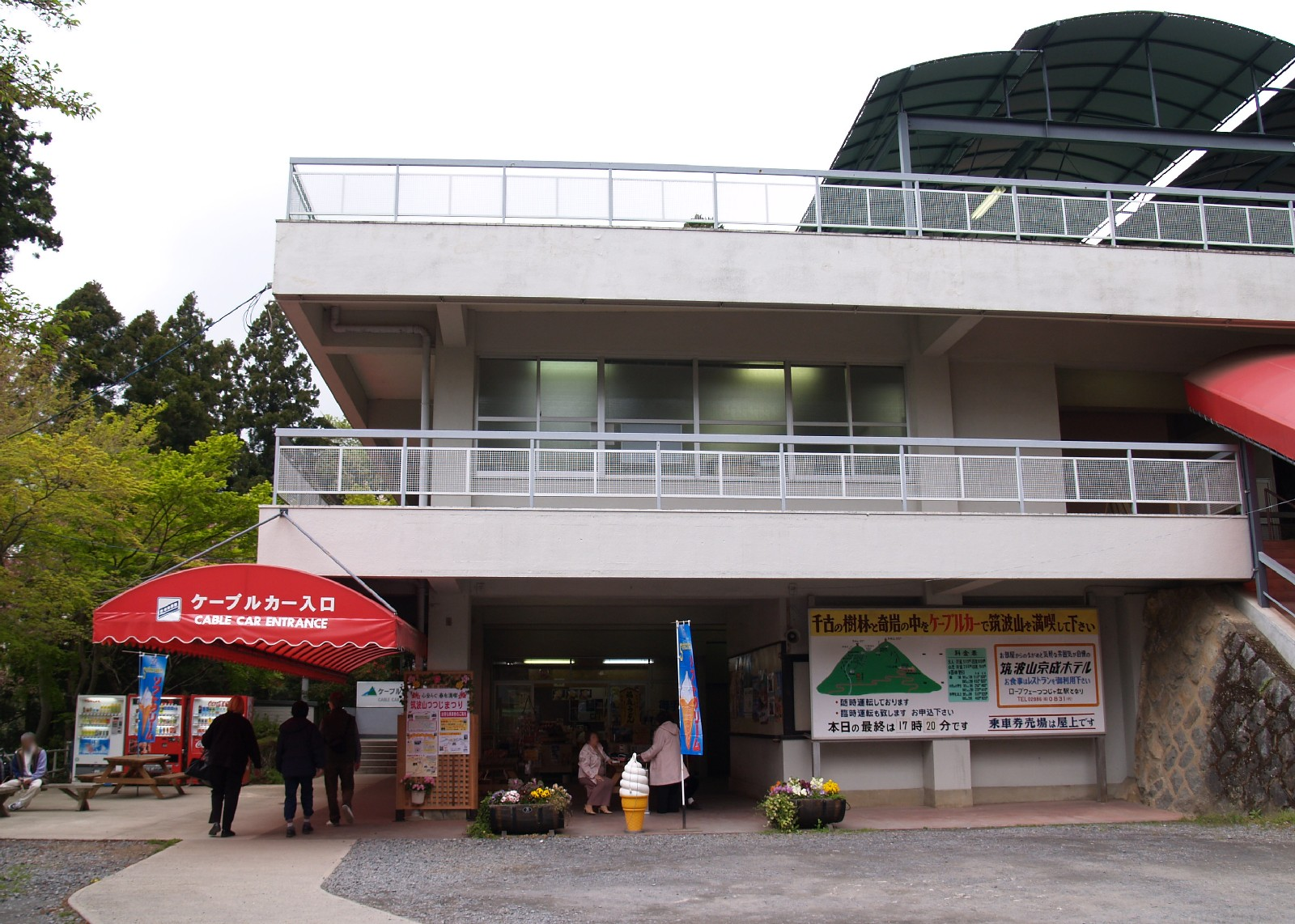
宮脇站（2006年4月）

在宮脇站可使用PASMO等九種交通系IC卡全國互相使用服務中支援的IC卡以購買車票（以電子錢包的方式購入，因此PiTaPa不可使用）。

## 接續路線
兩站均不可轉乘其他鐵路線，只可轉乘巴士等其他交通工具。
- 宮脇站：從筑波快線筑波站（筑波中心（日语：つくばセンター））轉乘筑波山穿梭，於「筑波山神社入口」巴士站下車。
- 筑波山頂站：從筑波山索道女體山站步行15分鐘。

有關交通連接，可參見「筑波山」。

## 營業業績
| 年度 | 運送乘客人次（千人） |
| ---- | -------------------- |
| 1958 | 428                  |
| 1963 | 761                  |
| 1966 | 649                  |
| 1970 | 534                  |
| 1979 | 475                  |
| 1990 | 501                  |
| 2000 | 323                  |

- 參考資料：私鐵統計年報各年度版、民鐵主要統計《年鑑世界の鉄道》1983年《年鑑日本の鉄道》1993年、2003年

## 注腳
1. ↑  電鐵協會《知られざる鉄道》JTB，1997年，p.184
2. ↑  今尾惠介監修《日本鉄道旅行地図帳》3號 關東1，新潮社，2008年，p.40
3. ↑  「鉄道免許状下付」《官報》1922年11月18日（國立國會圖書館數碼化收藏）
4. 1 2 3 4  國土交通省鐵道局 監修.  令和元年度. 電氣車研究會. 2019-10: 186. ISBN 978-4-88548-132-1 （日语）.
5. ↑  《鉄道省鉄道統計資料. 大正12年度》（國立國會圖書館數碼化收藏）
6. ↑  「地方鉄道運輸開始」《官報》1925年10月21日（國立國會圖書館數碼化收藏）

## 外部連結
- 筑波觀光鐵道 （页面存档备份，存于）（日語）